# Основной боевой танк

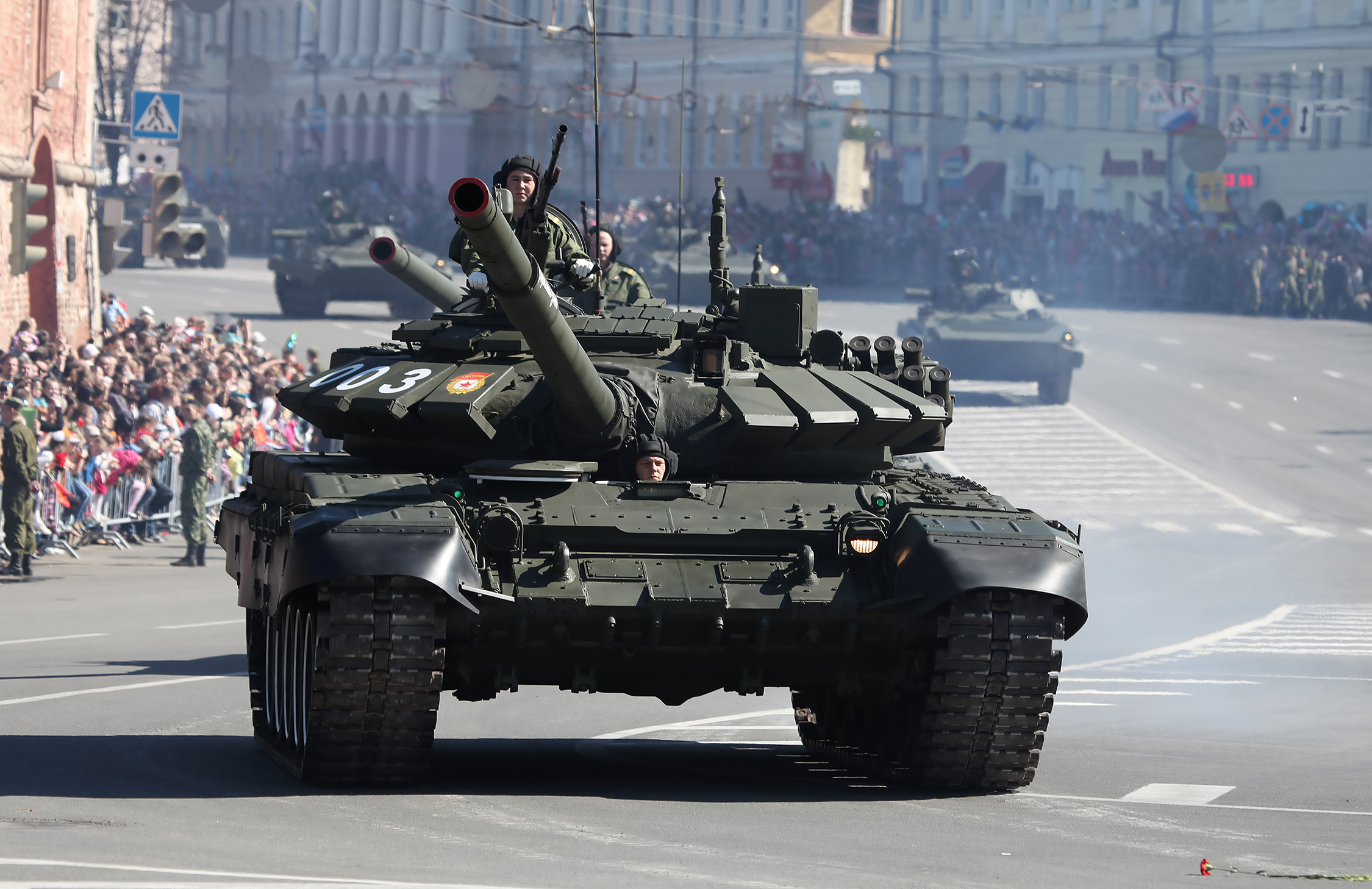
Основной танк Т-72Б3

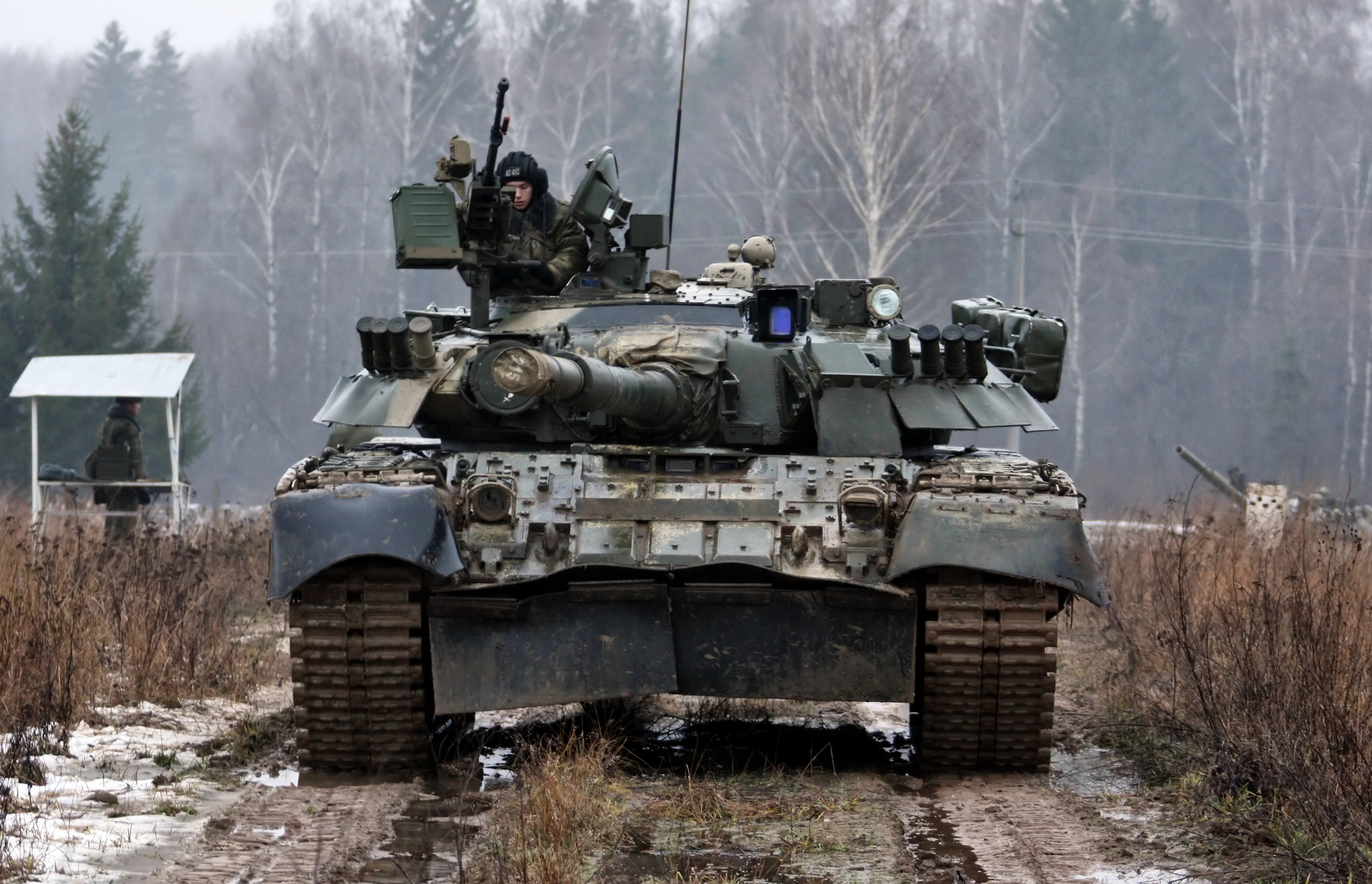
Основной танк Т-80У

Основной боевой танк (ОБТ) (англ. main battle tank (MBT) или battle tank, universal tank; нем. der Kampfpanzer (KPz)) — термин в современной западной классификации танков, обозначающий боевую машину — многоцелевой танк, сочетающий высокую огневую мощь с защищённостью и подвижностью.
В Российской Федерации — России в танковых войсках (ранее в СССР в автобронетанковых, бронетанковых и механизированных, танковых войсках)  для классификации танков по видам применяются термины «основной танк» и специальный танк.
Германоязычный термин der Kampfpanzer — дословно — «боевая броня» — должен переводиться как «танк» или в иных контекстах как «бронетранспортёр».

## История

### Довоенное время
18 июля 1929 года РВС СССР принял «Систему танко-тракторного и авто-броневого вооружения Рабоче-Крестьянской Красной Армии»

I. Утвердить на вторую пятилетку следующую систему бронетанкового вооружения РККА:
Основные танки — 5 типов:
1. Разведывательный танк — основной танк службы обеспечения всех механизированных соединений. Средство боевой разведки и боя пехоты. Основные требования: быстроходность, вездеходность (в том числе — плавучесть), манёвренность, низкий габарит, дешевизна и массовость производства.
2. Общевойсковой танк — основной танк количественного усиления ТРГК, он же танк общевойсковых соединений.
3. Оперативный танк — танк самостоятельных механизированных соединений. Танк должен быть быстроходным, вездеходным (в том числе плавучим) и мощно вооружённым.
4. Танк качественного усиления ТРГК — танк качественного усиления ТРГК для преодолевания сильно укреплённых оборонительных полос. Основные требования: сильные ударное вооружение и бронезащита, быстроходность, позволяющая его применить также в операции совместно с мехсоединениями.
5. Мощный танк особого назначения — танк качественного, добавочного усиления ТРГК при прорыве особо сильно и заблаговременно укреплённых полос. Основное требование — тяжёлое ударное вооружение и сильная бронезащита, защищающая от мелкокалиберных снарядов. Способность разрушать бетонные сооружения.

Специальные танки — 7 типов. ….— Постановление № 71сс/о Совета Труда и Обороны о системе танкового вооружения РККА, 13 августа 1933 г.

### Послевоенное время

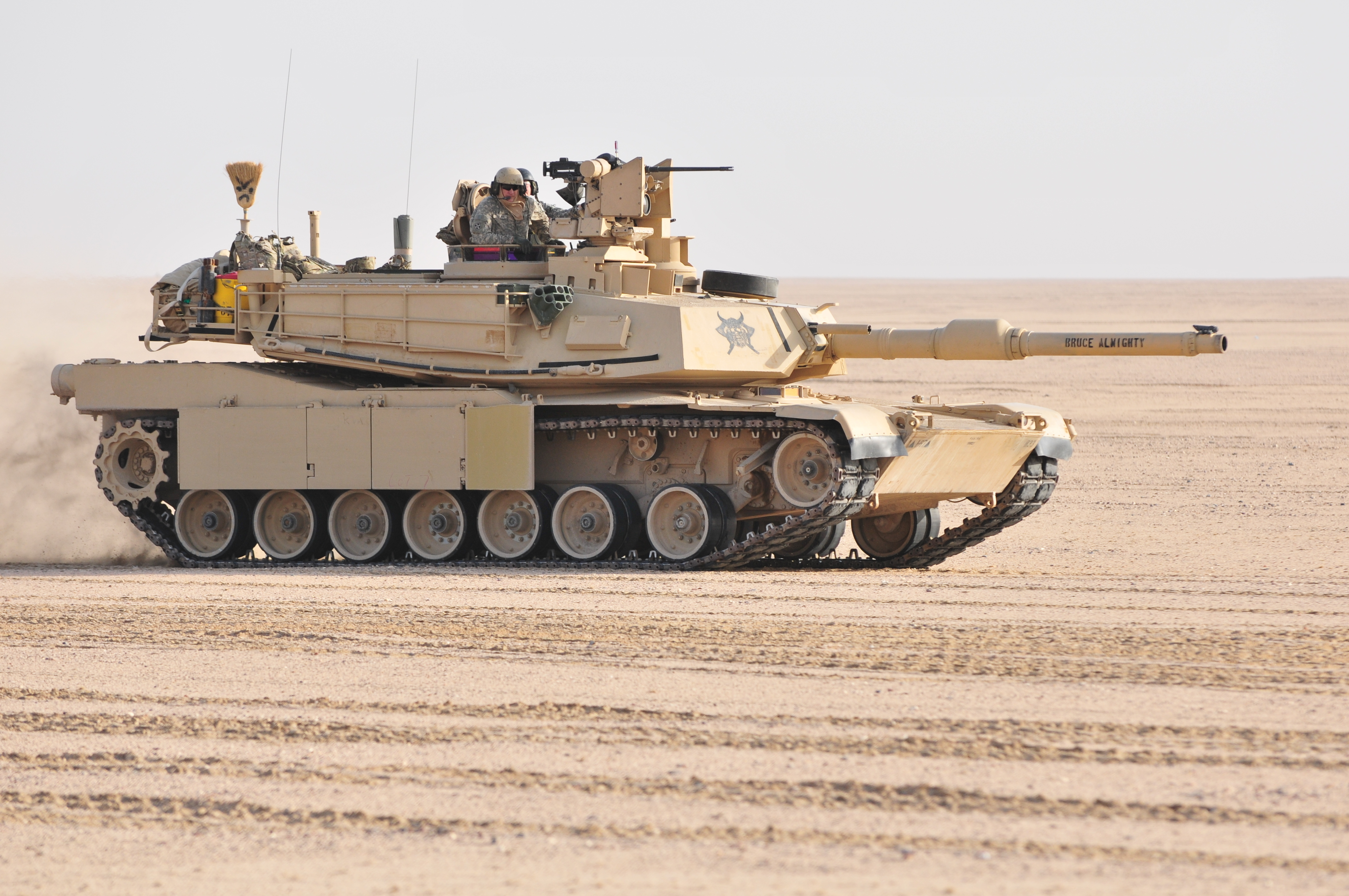
Основной танк M1 «Абрамс»

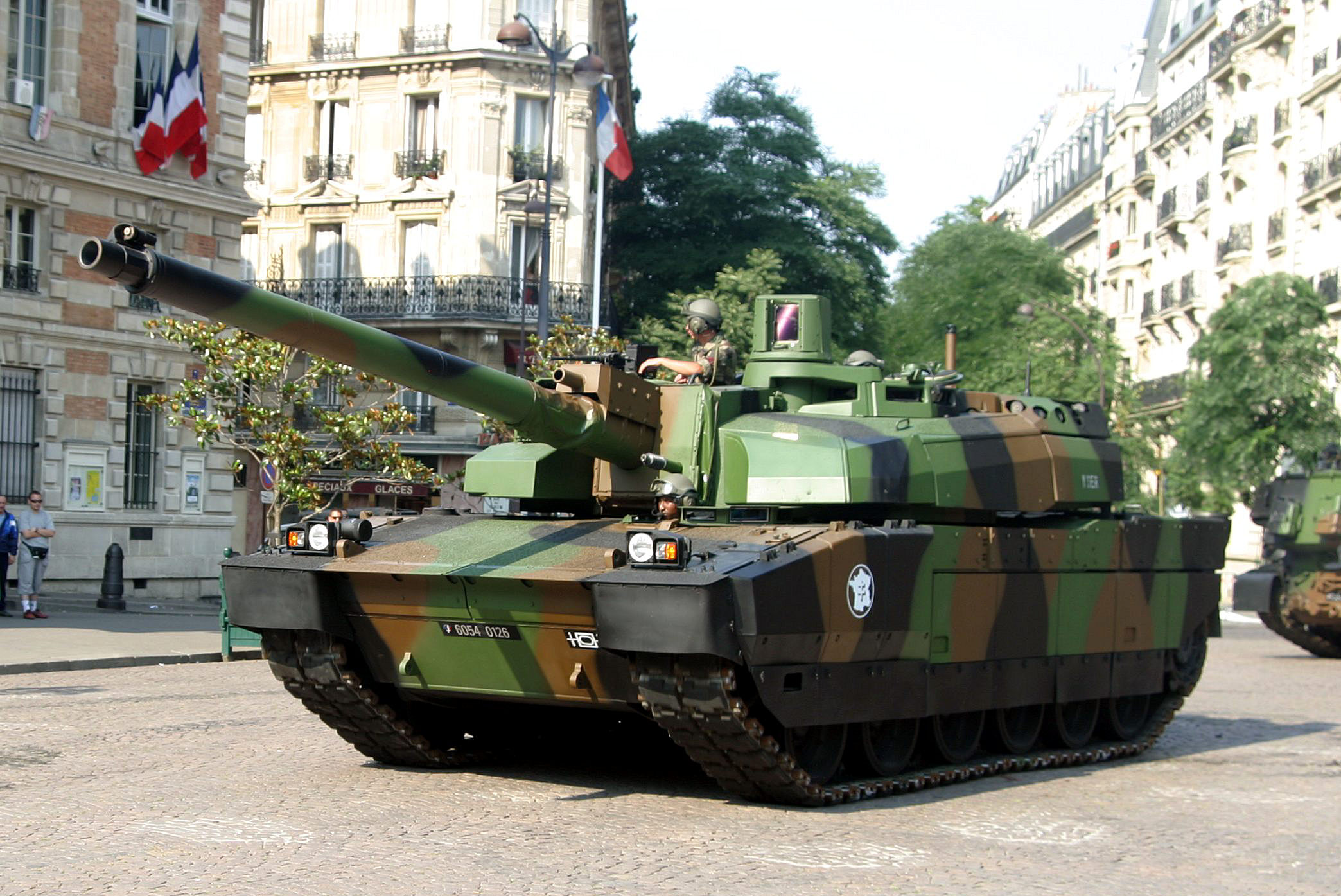
Французский Leclerc

Средние и тяжёлые танки как типы боевых машин по массе продолжают существовать и после Второй мировой войны, а вот по родам оружия, оперативного и тактического применения грани классификации стали стираться. Яркие примеры наиболее удачных послевоенных тяжёлых танков — послевоенные танки ИС. Однако к 1960-м годам прогресс в двигателестроении, артиллерийском вооружении танков, а также в технологии изготовления брони сделали возможным создание основного танка, совмещающего высокую подвижность, манёвренность и сравнительную дешевизну производства и эксплуатации среднего танка и защищённость и огневую мощь тяжёлого танка по массе и задачам. То есть в результате грань между средним и тяжёлым танком того времени и задачам их применения фактически стёрлась. К этому добавились: новые гладкоствольные танковые орудия, способные стрелять как артиллерийскими, так и реактивными снарядами (последнее сделало ненужными специализированные ракетные танки), и прогресс бортового радиоэлектронного оборудования и, в частности, оснащение танков лазерным прицельно-дальномерным оборудованием. Собственно с этого времени начинается летопись сокращения в СССР моделей по предназначению ОТ (ОБТ).
Впоследствии по мере совершенствования противотанковых средств основные танки стали оснащать активной и динамической защитами, также совершенствуемыми с дальнейшим развитием противотанковых средств.

## Современность
… с 2015 года в Вооружённых силах появится новый основной танк, с принципиально новыми тактико-техническими характеристиками, с новым автоматом подачи боеприпасов, с разделением экипажа, с выносом боеприпасов", что позволит сохранить жизнь экипажу даже при условии детонации снарядов.— Юрий Коваленко, бывший первый заместитель начальника главного автобронетанкового управления Министерства обороны России.

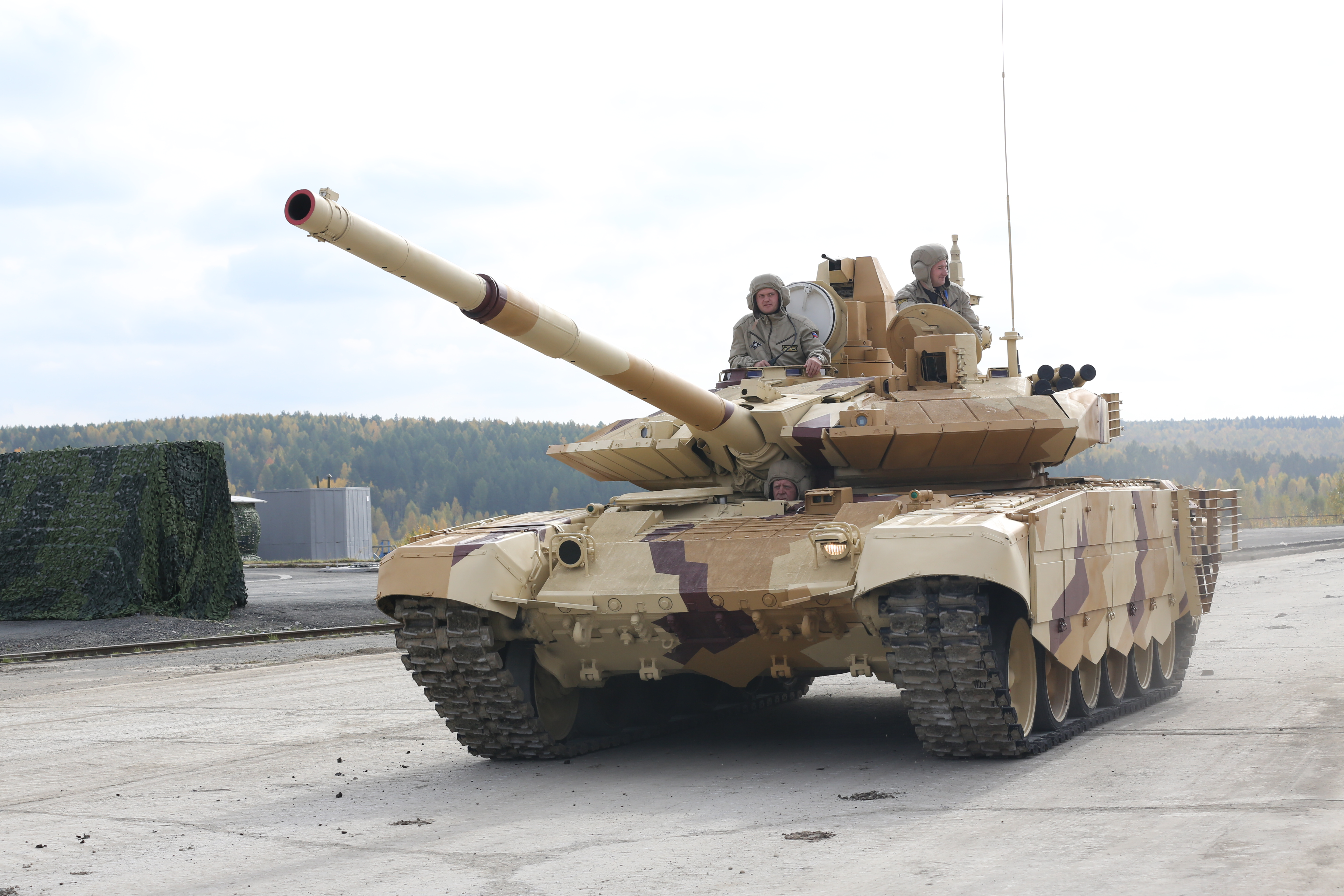
Основной танк Т-90СМ

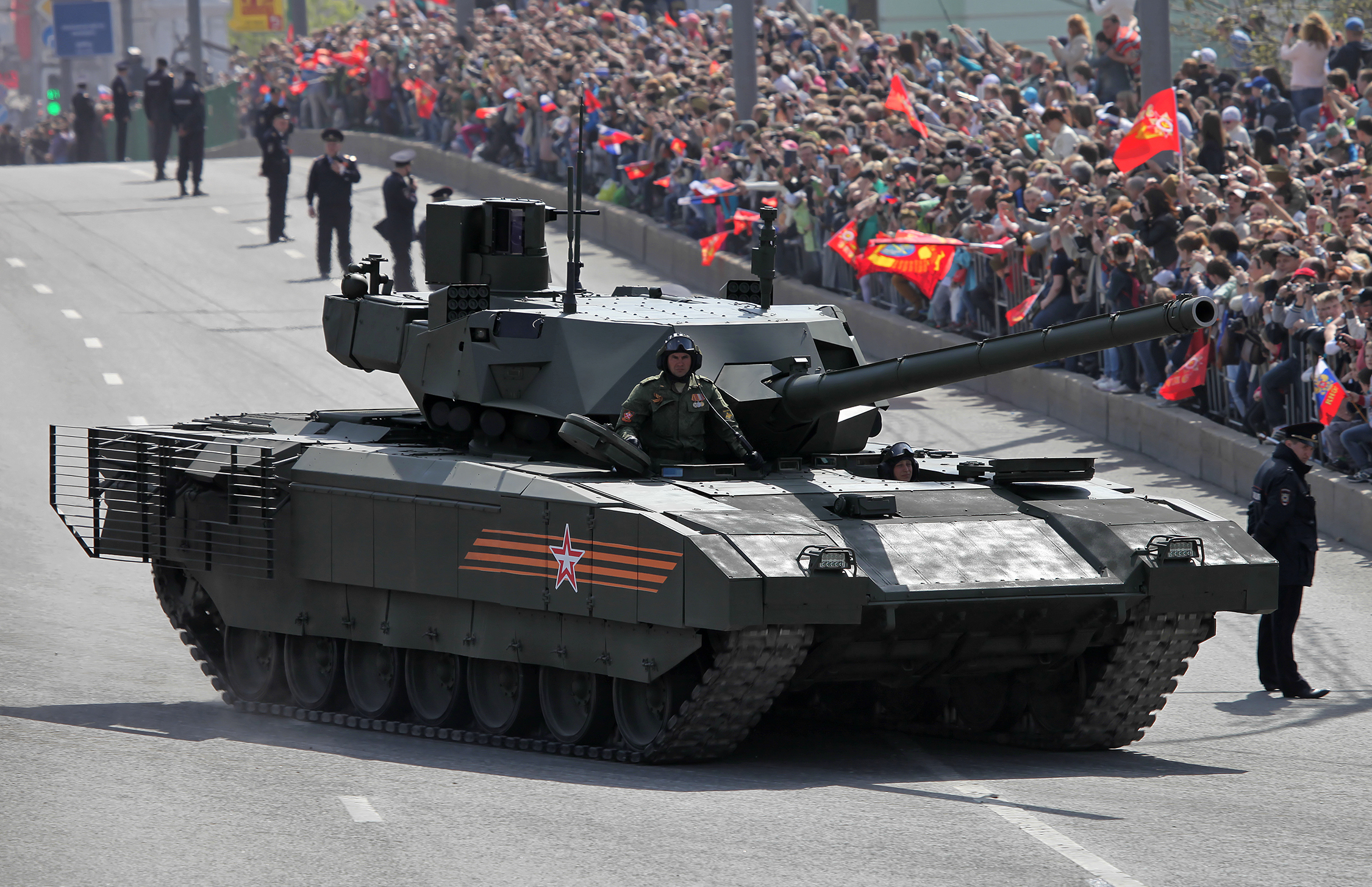
Основной танк Т-14

В настоящее время подавляющее большинство современных танков, состоящих на вооружении вооруженных сил государств, относятся к классу основных (ОТ), по классификации НАТО основных боевых танков (ОБТ). Естественно, современные ОТ намного превосходят первые ОТ и, тем более, ранние средние танки по защищённости и огневой мощи, а тяжелые и по подвижности.
| Серия                                | Т-90 «Владимир»    | Т-84       | M1 Abrams         | Leopard 2    | Leclerc            | Challenger 2     | C1 Ariete | PT-91 Twardy    |
| ------------------------------------ | ------------------ | ---------- | ----------------- | ------------ | ------------------ | ---------------- | --------- | --------------- |
| Внешний вид                          |                    |            |                   |              |                    |                  |           |                 |
| Год принятия на вооружение           | 1992               | 2000       | 1980              | 1979         | 1992               | 1998             | 1995      | 1995            |
| Современная модификация              | Т-90М «Прорыв»     | БМ «Оплот» | M1A2 Abrams SEPv3 | Leopard 2А7V | Leclerc SXXI       | Challenger 2 TES | C1 Ariete | PT-91M Pendekar |
| Год принятия современной модификации | 2020               | 2009       | 2020              | 2014         | 2009               | 1998             | 1995      | 2010            |
| Боевая масса, т                      | 48                 | 51,0       | 66,8              | 67,5         | 57,4               | 75               | 54,0      | 45,5            |
| Экипаж                               | 3                  | 3          | 4                 | 4            | 3                  | 4                | 4         | 3               |
| Калибр пушки, мм                     | 125                | 125        | 120               | 120          | 120                | 120              | 120       | 125             |
| Панорамный прицел                    | Калина             | ПНК-6      | есть              | PERI-R-12    | SFIM VS-580        | SFIM VS-580      | ATTILA    | Sagem VIGY 15   |
| Управляемое вооружение               | Рефлекс-М, Инвар-М | Комбат     | нет               | нет          | нет                | нет              | нет       | нет             |
| Боекомплект, выстрелов               | 40                 | 46         | 42                | 42           | 40                 | 52               | 42        | 40              |
| Скорострельность, выстр/мин          | 8                  | 8          | 8                 | н/д          | 12                 | н/д              | н/д       | 7               |
| Автомат заряжания                    | карусель           | карусель   | нет               | нет          | ленточный конвейер | нет              | нет       | карусель        |
| Динамическая защита                  | Реликт             | Дуплет     | TUSK ARAT         | есть         | нет                | ROMOR            | PSO/WAR   | ERAWA           |
| Активная защита                      | Арена              | Заслон     | Трофи             | MUSS         | н/д                | н/д              | н/д       | нет             |
| КОЭП                                 | Афганит            | Варта      | AN/VLQ-6 MCD      | MUSS         | н/д                | н/д              | н/д       | OBRA-3          |
| Мощность двигателя, л. с.            | 1130               | 1200       | 1500              | 1500         | 1500               | 1200             | 1300      | 1000            |
| Удельная мощность, л. с./т           | 23,5               | 23,5       | 20,3              | 22,2         | 27,5               | 19,2             | 24,1      | 22,0            |
| Максимальная скорость, км/ч          | 70                 | 70         | 67                | 72           | 72                 | 59               | 65        | 65              |
| Скорость заднего хода, км/ч          | 15                 | 30         | 40                | 31           | 38                 | 35               | 20        | 5               |
| Запас хода по шоссе, км              | 550                | 500        | 425               | 450          | 550                | 400              | 600       | 480             |
| Всего выпущено шт.                   | ~4000              | ~70        | ~10400            | ~3600        | ~860               | ~450             | ~200      | ~280            |
| Стоимость ~                          | $2,9 млн           | $6,65 млн  | $8 млн            | $15 млн      | $16 млн            | $5,5 млн         | $8 млн    | $9 млн          |

| Серия                                | Merkava                 | Arjun     | Al-Khalid   | Karrar         | Songun-ho        | K2 Black Panther   | Type 99  | Type 10                     |
| ------------------------------------ | ----------------------- | --------- | ----------- | -------------- | ---------------- | ------------------ | -------- | --------------------------- |
| Внешний вид                          |                         |           |             |                |                  |                    |          |                             |
| Год принятия на вооружение           | 1979                    | 2004      | 2001        | 2020           | 2010             | 2014               | 2001     | 2012                        |
| Современная модификация              | Merkava Mark IV «Barak» | Arjun MK1 | Al-Khalid I | Karrar         | Songun-ho II     | K2 Black Panther   | 99А2     | Type 10                     |
| Год принятия современной модификации | 2023                    | 2011      | 2020        | 2020           | 2015             | 2014               | 2011     | 2012                        |
| Боевая масса, т                      | 70,0                    | 58,5      | 48,0        | 51,0           | 44               | 55,0               | 58,0     | 44,0                        |
| Экипаж                               | 4                       | 4         | 3           | 3              | 4                | 3                  | 3        | 3                           |
| Калибр пушки, мм                     | 120                     | 120       | 125         | 125            | 125              | 120                | 125      | 120                         |
| Панорамный прицел                    | есть                    | есть      | есть        | есть           | н/д              | есть               | есть     | есть                        |
| Управляемое вооружение               | LAHAT                   | LAHAT     | нет         | есть           | Bulsae-3, Игла-1 | KSTAM              | Рефлекс  | нет                         |
| Боекомплект, выстрелов               | 48                      | 39        | 39          | н/д            | н/д              | 40                 | 41       | н/д                         |
| Скорострельность, выстр/мин          | н/д                     | 6—8       | 8           | н/д            | н/д              | 15                 | 7        | н/д                         |
| Автомат заряжания                    | нет                     | нет       | карусель    | карусель       | нет              | ленточный конвейер | карусель | ленточный конвейер          |
| Динамическая защита                  | есть                    | нет       | есть        | встроенная ERA | есть             | есть               | есть     | нет                         |
| Активная защита                      | Трофи                   | нет       | Варта       | н/д            | нет              | есть               | JD-3     | н/д                         |
| Мощность двигателя, л. с.            | 1500                    | 1400      | 1200        | 1000           | 1200             | 1500               | 1500     | 1200                        |
| Удельная мощность, л. с./т           | 21,5                    | 23,9      | 25,0        | 19,6           | 27,3             | 27,3               | 25,9     | 27,3                        |
| Максимальная скорость, км/ч          | 64                      | 70        | 70          | 70             | 70               | 70                 | 76       | 70                          |
| Скорость заднего хода, км/ч          | 25                      | 15        | 30          | 30             | 5                | 40                 | 33       | 70(реверсивная трансмиссия) |
| Запас хода по шоссе, км              | 500                     | 450       | 500         | 500            | 450              | 450                | 450      | 500                         |
| Всего выпущено шт.                   | ~2000                   | ~200      | ~900        | ~800           | ~700             | ~400               | ~1200    | ~117                        |
| Стоимость ~                          | $6 млн                  | $9,2 млн  | $9 млн      | $9 млн         | $2 млн           | $9 млн             | $2,5 млн | $12 млн                     |